# ブルックリン・サイクロンズ
ブルックリン・サイクロンズ（英語: Brooklyn Cyclones）は、アメリカ合衆国ニューヨーク州ニューヨーク市ブルックリン区に本拠地をおくマイナーリーグのプロ野球チーム。MLBのニューヨーク・メッツ傘下A+級チームでサウス・アトランティックリーグ北地区に所属している。本拠地球場はメイモナイズ・パーク。
チーム名の由来は近郊にある木製ジェットコースターのコニー・アイランド・サイクロンに由来する。

## 歴史
1986年、カナダのオンタリオ州セントキャサリンズにセントキャサリンズ・ブルージェイズの名でトロント・ブルージェイズ傘下のA-級チームとして創設。1996年にはチーム名をストンパーズに改称した。セントキャサリンズ時代にはジェフ・ケントやカルロス・デルガドらを輩出している。
2000年、ブルックリンに新球場ができるまでの1年間、マンハッタンのクイーンズ地区に移転し、この年のみクイーンズ・キングスと名乗った。
2001年、キースパン・パーク（現：メイモナイズ・パーク）が完成するとブルックリンに移転。ニックネームはコンテストが行われ、バムズ、ドジャース、ホットドッグス、メッツ、スイートホッグスといった候補の中から、サイクロンズが選ばれた。帽子ロゴに使用されている文字は、ブルックリン・ドジャースのデザインを踏襲している。

## 選手名鑑

### 過去の主な所属選手
- デビッド・ウェザース
- ジェフ・ケント
- パット・ヘントゲン
- カルロス・デルガド
- ライアン・トンプソン
- ナイジェル・ウィルソン
- エドウィン・ハタド
- ライアン・フリール
- クリス・カーペンター
- ブランドン・ライオン
- アレックス・リオス
- 新庄剛志
- アーロム・バルディリス
- 松井稼頭央
- ルーカス・ドゥーダ
- コリン・マクヒュー
- フアン・ラガーレス
- 松坂大輔
- ラファエル・モンテロ
- ハンセル・ロブレス
- ケビン・プラウェッキー
- マイケル・コンフォルト
- T.J.リベラ
- ブランドン・ニモ
- セス・ルーゴ
- ロバート・グセルマン
- ホセ・レイエス